# Старый Погост (Тюменская область)
Старый Погост — деревня в Тюменской области, входит в состав Вагайского района и Первовагайского сельского поселения.

## География
Деревня находится на берегу реки Шайтанка. Автобусное сообщение.

## История
Деревня происходит от  острога построенного в 1633 году для защиты ближайших деревень. 
Недалеко от деревни находится Девичье городище и место гибели Ермака.

## Население
| 2010 |
| ---- |
| 146  |